# 雷坡長官司
雷坡長官司（雷波長官司），在四川省雷波縣。元至元中與馬湖路同置，長官由当地阿卓土司世襲，清代康熙初置長官司。雍正六年改雷波衞。乾隆二十六年升雷波廳。
雷波長官司楊氏。楊土司即阿卓土司，阿卓原為一土長之名，元季阿卓以雄傑著稱（《雷波廳志》)，遂以阿卓為部名。至元十三年置雷波長官司，以阿卓部酋世襲長官司職。順帝至元元年，並泥溪，平夷、沐川，夷都。蠻夷，雷波六長官司為三，雷波長官司當並於蠻夷司。洪武四年，阿卓土長匹夜隨安濟歸附，仍置雷波長官司，赐汉姓楊，以為世襲長官。康熙四十三年(1704)，阿卓十三世孫楊喇哇投誠，授雷波千萬貫正長官司，頒給印信號紙，住牧千萬貫。
雍正六年(1728)，雲南米貼夷婦陸氏戕雲南官兵，誘附近結覺、阿路等夷人作亂，楊喇哇之孫楊明義助逆，四川提督黃廷貴率軍剿平之，革去土司職銜，不准承襲，次年改土歸流，置雷波衛。因其繼母楊沙氏幼弟楊明忠助順，復賞給土千總職街，未經請領印信號紙，住牧沙氏溝。乾隆二十六年，置雷波廳，設通判治之，而楊氏襲土職如故。咸豐、問治年間，土千總楊石金助官軍作戰有功，同治四年賞還千萬貫正長官司原職，頒給印信號紙。其後有楊德壽，楊忠廷，楊先烈諸世襲職。
1927年楊先烈病死，其女楊代蒂襲職。1931年6月2日，雷波土司奉雷马屏峨屯垦司令部命被废除。楊代蒂后和斯兹土司家族的岭光电结婚，并在1949年后历任雷波县协商委员会副主任、雷波县副县长、四川省民委委员、全国人大民委委员等职位。